# Сіхонкіно
Сіхо́нкіно (рос. Сихонкино, башк. Сихонкин) — село у складі Кармаскалинського району Башкортостану, Росія. Входить до складу Кабаковської сільської ради.
Населення — 891 особа (2010; 896 в 2002).
Національний склад:
- башкири — 89 %